# Vida Vättern

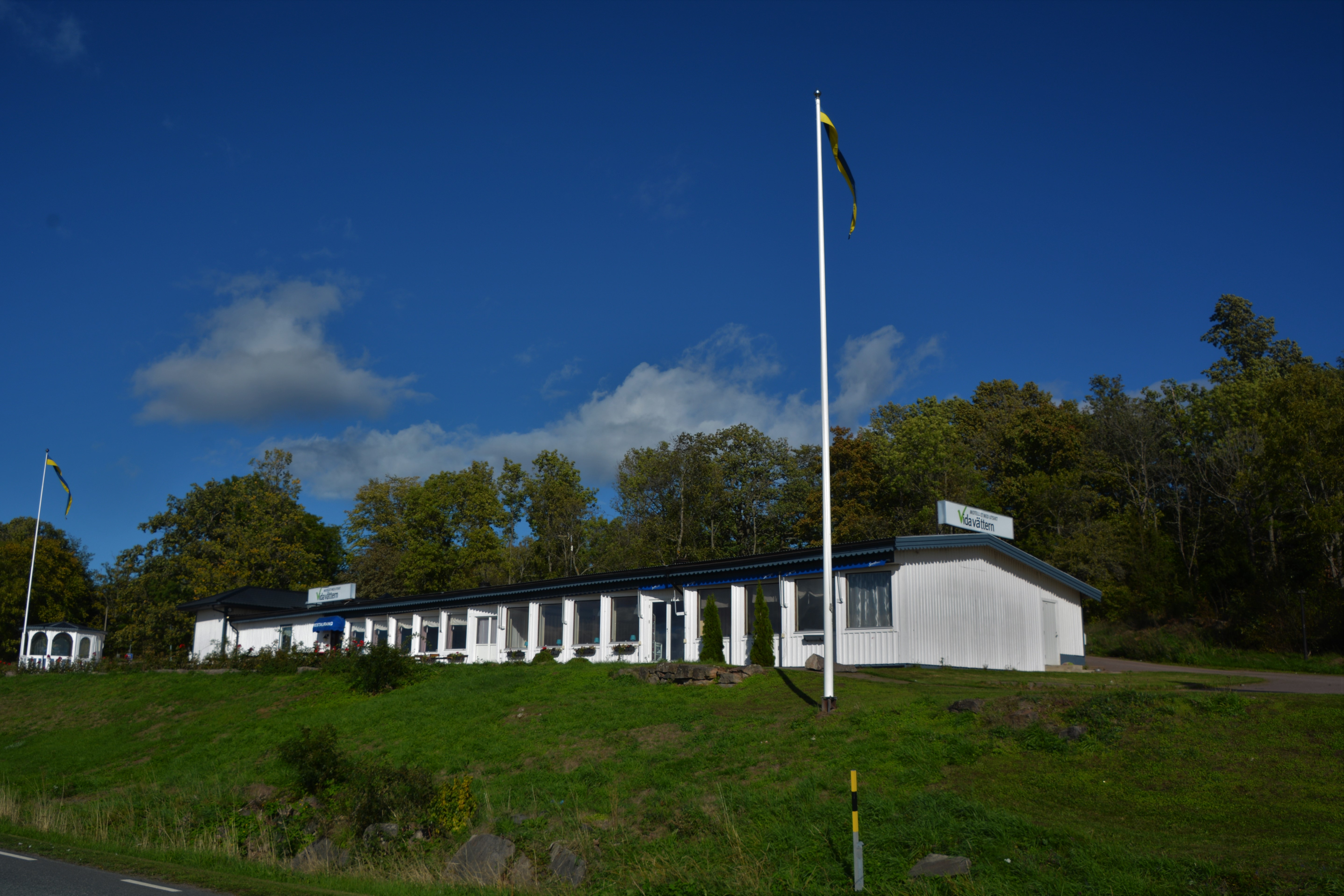
Vida Vättern, 2018

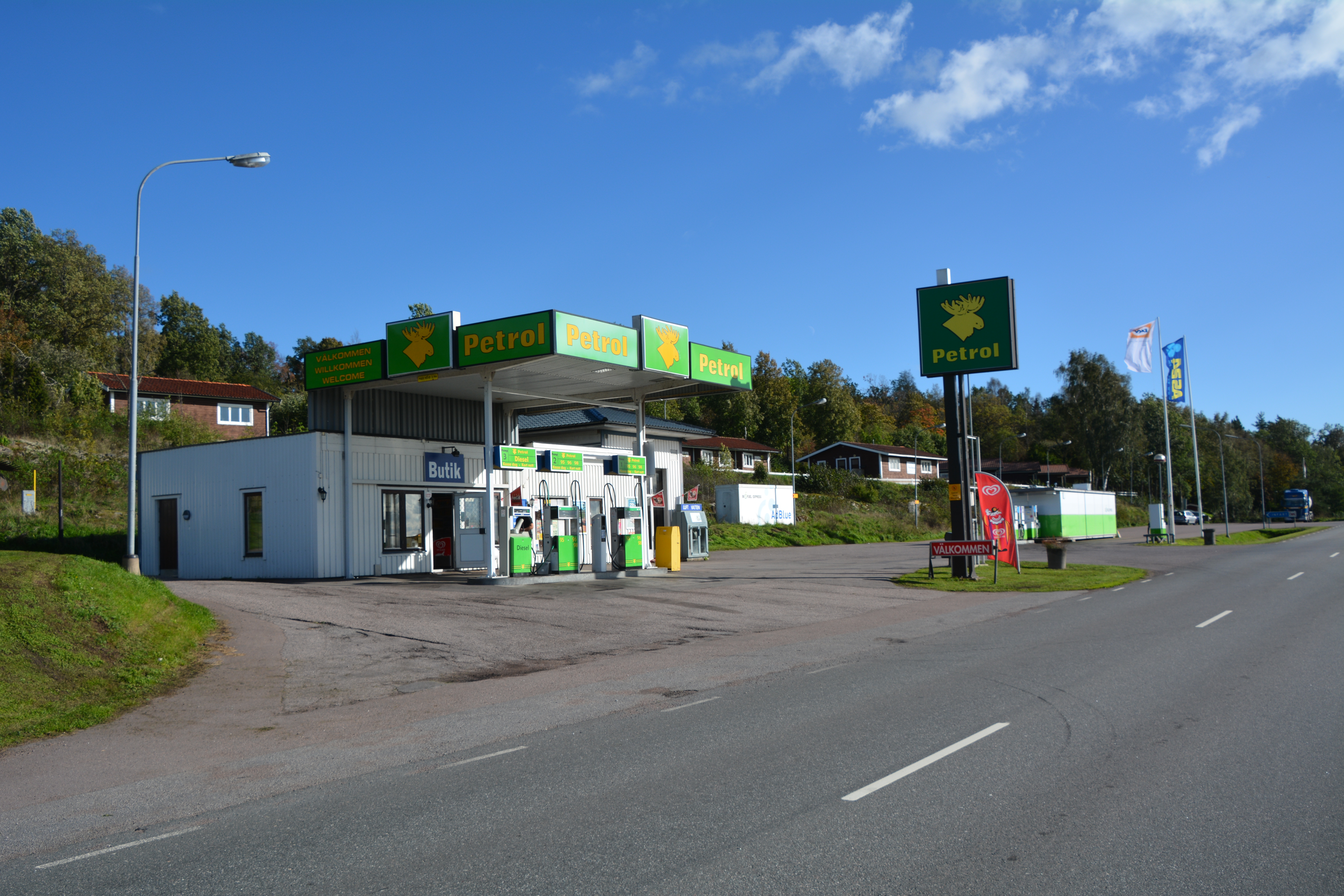
Bensinstationen

Vida Vättern var en rastplats och hotell med utsikt över Vättern, som ligger vid tidigare Riksväg 1 i Ödeshögs kommun. Det byggdes 1954 och var ursprungligen ett motell. Det var fram till rivningen 2023 ett av Sveriges äldsta bevarade motell.
Vida Vättern finns med i Ingmar Bergmans film Smultronstället, med Max von Sydow i rollen som bensinstationsägare.
Rastplatsen Vida Vättern bjöd på en utsikt över Sveriges näst största sjö, och var därför ett perfekt ställe att stanna till innan man for vidare mot Gränna eller Visingsö. Båda utgjorde populära turistmål, framför allt om sommarhalvåret. 
Platsen där motellet och stugbyn låg kommer att bebyggas med villor, dock blir drivmedelsförsäljningen kvar.